# Battaglia di Palawan
La battaglia di Palawan si svolse tra il febbraio e l'aprile 1945 sull'isola filippina di Palawan, nell'ambito dei più vasti eventi della campagna delle Filippine della seconda guerra mondiale.
Una forza anfibia di truppe degli Stati Uniti d'America sbarcò a Palawan il 28 febbraio 1945, al fine di stabilire sull'isola una base aerea da cui appoggiare le successive offensive volte a liberare le Filippine meridionali dall'occupazione dell'Impero giapponese. Soverchiata in numero e potenza di fuoco, la piccola guarnigione giapponese si ritirò nell'interno montuoso di Palawan, obbligando le forze statunitensi a impegnarsi in una serie di operazioni di rastrellamento con l'appoggio della Resistenza filippina; le operazioni terminarono il 21 aprile, quando Palawan e le isole attorno furono dichiarate sicure dalle forze statunitensi.

## Antefatti
Sotto la direzione strategica del South West Pacific Area del generale Douglas MacArthur, la campagna di liberazione delle Filippine si aprì il 20 ottobre 1944 con lo sbarco dei reparti statunitensi sull'isola di Leyte, nella parte centro-orientale dell'arcipelago asiatico; respinto nella vasta battaglia del Golfo di Leyte del 23-26 ottobre il tentativo della flotta giapponese di contrastare gli sbarchi, gli statunitensi consolidarono rapidamente la loro testa di ponte nell'arcipelago e lanciarono quindi la loro mossa successiva, la liberazione della grande e popolosa isola di Luzon nel nord delle Filippine. Preceduto da uno sbarco nella parte meridionale dell'isola di Mindoro l'11 dicembre 1944, l'assalto anfibio a Luzon ebbe inizio il 6 gennaio 1945 con lo sbarco nel Golfo di Lingayen dei reparti della Sixth United States Army; per quanto ferocemente contrastata dalle forze giapponesi, la campagna di liberazione di Luzon procedette speditamente e il 3 febbraio 1945 gli statunitensi diedero l'assalto alla capitale filippina, Manila, capitolata poi il 3 marzo seguente.
Mentre la campagna per il controllo di Luzon era ancora in corso, all'inizio di febbraio 1945 MacArthur iniziò a progettare le successive spinte offensive per liberare il resto dell'arcipelago. Luzon era un obiettivo strategico ritenuto vitale per la prosecuzione delle ulteriori offensive alleate in direzione dello stesso Giappone, e nessun'altra isola delle Filippine rivestiva un'importanza pareggiabile; lasciare le restanti isole dell'arcipelago sotto l'occupazione nipponica venne tuttavia giudicato come politicamente inaccettabile: la perdita delle Filippine nel 1942 era stato uno smacco per degli Stati Uniti in generale e per MacArthur in particolare, e liberare la maggior parte dell'arcipelago era quindi ritenuto essenziale come questione di prestigio. Anche varie considerazioni umanitarie rendevano l'operazione desiderabile: l'occupazione giapponese delle Filippine era stata molto dura per i filippini stessi, e si ritenne molto pericolo abbandonare ulteriormente la popolazione civile a ulteriori soprusi da parte delle guarnigioni nipponiche, isolate senza speranza di soccorso e incattivite dall'andamento della guerra non più favorevole al Giappone. I piani del South West Pacific Area furono quindi rivisti per includere una campagna volta alla liberazione della fascia centrale dell'arcipelago filippino (nome in codice "operazione Victor"), e all'interno di questa campagna assunse un ruolo molto importante la cattura della grande isola di Palawan.
La più occidentale delle isole filippine, Palawan avrebbe offerto il terreno ideale per realizzare basi aeree da cui sferrare attacchi alle rotte commerciali giapponesi nel Mar Cinese Meridionale, da cui passavano i vitali rifornimenti di materie prime diretti nel Giappone stesso; le basi aeree su Palawan avrebbero poi fornito sostegno alla successiva fase della campagna nel sud delle Filippine, l'invasione anfibia della grande isola di Mindanao, nonché agli ulteriori piani del South West Pacific Area in merito a un attacco anfibio all'isola del Borneo, primo passo per una successiva operazione volta a liberare dall'occupazione giapponese il vasto arcipelago delle Indie orientali olandesi. La cattura di Palawan e delle Filippine centrali avrebbe creato una barriera tra il Giappone e le Indie olandesi, isolando le guarnigioni giapponesi qui stanziate e lasciandole senza possibilità di fuga o di ricevere rinforzi

## Forze in campo
La campagna per la liberazione di Palawan (operazione Victor III) fu affidata alla direzione strategica dell'Eighth United States Army del generale Robert L. Eichelberger. L'incarico di catturare l'isola fu affidato alla 41st Infantry Division del maggior generale Jens A. Doe, il quale il 17 febbraio 1945 costituì un'unità ad hoc ("Palawan Force") agli ordini del generale di brigata Harold Haney con un regimental combat team ("gruppo da combattimento reggimentale" o RCT, un reggimento di fanteria integrato da unità d'appoggio normalmente non facenti parte del suo organico) incentrato sul 186th Infantry Regiment; con l'aggiunta di unità di artiglieria antiaerea, genio e servizi incaricate di costruire e gestire le basi aeree da impiantare sull'isola, la forza d'invasione comprendeva un totale di 8150 uomini. Il trasporto della forza d'invasione richiese un'attenta gestione delle risorse navali del South West Pacific Area, in particolare perché dopo il completamento degli sbarchi a Luzon gran parte delle navi d'appoggio e dei mezzi anfibi era stato ritirato dalle Filippine per essere impiegato nei progettati sbarchi a Iwo Jima e a Okinawa più a nord; le unità anfibie e da trasporto furono riunite nella Task Force 78.2 dell'ammiraglio William Fechteler, con un'ulteriore forza di incrociatori e cacciatorpediniere (il Task Group 74.2 sotto il contrammiraglio Ralph S. Riggs) incaricata di fornire protezione e appoggio di fuoco ai reparti sbarcati. Le forze aeree della Thirteenth Expeditionary Air Force di base a Leyte avrebbero fornito ulteriore supporto. La Resistenza filippina all'occupazione giapponese, sostenuta e alimentata dagli statunitensi, era molto attiva e numerosa, causando considerevoli problemi nelle retrovie nipponiche e rappresentando una importante fonte di informazioni di intelligence; a Palawan tuttavia erano attive solo piccole formazioni di guerriglia filippina, abbastanza inefficaci nel causare danni ai giapponesi ma comunque utili per ottenere informazioni sulla situazione nell'isola.
Le forze giapponesi nelle Filippine meridionali erano dirette dal comando della 35ª Armata sotto il generale Sosaku Suzuki. Pesantemente decimata negli scontri a Leyte, nel febbraio 1945 l'armata controllava ancora 102000 uomini provenienti da un coacervo di reparti di ogni tipo, ma disseminati su una miriade di isole e con gravi problemi di comunicazioni e trasporto che precludevano di fatto qualsiasi tentativo di portare soccorso a una guarnigione sotto attacco. Palawan in particolare era poco difesa, visto che Suzuki si aspettava per primo un attacco a isole più vicine a Leyte come Panay, Cebu e Negros, se non proprio che gli statunitensi si limitassero a ignorare le sue disperse forze visto che non costituivano più una minaccia alle loro operazioni in direzione del Giappone. La guarnigione di Palawan contava al momento dello sbarco circa 1750 uomini: le unità da combattimento erano costituite da appena due compagnie di fucilieri della 102ª Divisione di fanteria, mentre 900 uomini del personale di terra dell'Aviazione dell'Esercito e 250 marinai della Marina imperiale giapponese erano stati frettolosamente addestrati per operare come fanteria. I rifornimenti di armi e munizioni della guarnigione erano adeguati solo per una breve difesa, ma non per una campagna prolungata; vi erano gravi deficienze per quanto riguardava i rifornimenti di medicine (in particolare i farmaci contro la malaria, endemica nella zona), mentre i rifornimenti di cibo erano adeguati solo finché le truppe restavano vicino alle zone abitate lungo la costa.

## La battaglia

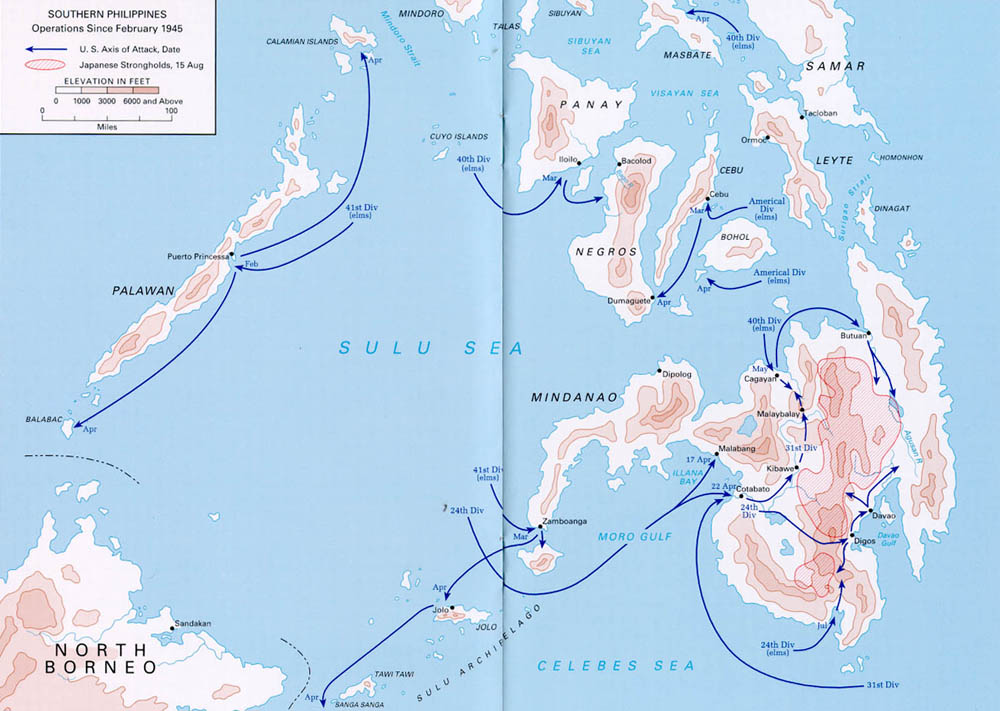
Carta delle Filippine meridionali con indicate le direttrici delle operazioni statunitensi tra il febbraio e il maggio 1945

La 41st Division fu trasportata a Mindoro dalla base di Biak il 9 febbraio, e la Palawan Force salpò da Mindoro la sera del 26 febbraio facendo rotta sul suo obiettivo. La mattina del 28 agosto la forza d'invasione giunse in vista della costa centro-orientale di Palawan davanti Puerto Princesa, città più grande e porto principale dell'isola, già soggetta ad attacchi aerei dei velivoli statunitensi nei precedenti due giorni: dopo una mezz'ora di bombardamento finale da parte degli incrociatori e cacciatorpediniere del Task Group 74.2, due battaglioni del 186th RCT sbarcarono dai mezzi anfibi alle 08:50 lungo la costa settentrionale dell'imbocco della baia di Puerto Princesa. Consolidata la posizione sulla spiaggia, le forze statunitensi piegarono a ovest e occuparono, alle 10:30, l'abitato di Puerto Princesa; due piste di aviazione realizzate dai giapponesi a oriente della città furono invece occupate alle 12:00, e nel tardo pomeriggio del 28 febbraio le truppe del 186th RCT si erano spinte verso le coste occidentali e meridionali della baia di Puerto Princesa. Le forze statunitensi non incontrarono un solo giapponese per tutta la durata del primo giorno e anche per il successivo 1º marzo, quando i reparti del 186th rastrellarono tutta la pianura attorno a Puerto Princesa e stabilirono un perimetro difensio a protezione della baia e dei campi di aviazione; i reparti di genieri furono sbarcati e si misero subito al lavoro per modernizzare ed espandere le piste realizzate dai giapponesi.
I giapponesi avevano deciso di non opporre resistenza lungo la costa e si erano trincerati nell'interno dell'isola, lungo una catena di colline a circa dieci chilometri a nord-ovest di Puerto Princesa; solo il 2 marzo le pattuglie del 186th RCT incapparono nella posizione dei giapponesi. I combattimenti più intensi si verificarono tra il 3 e l'8 marzo, quando i reparti statunitensi diedero l'assalto ed eliminarono tre punti fortificati difesi con fanatismo dai giapponesi; dopo questa data i giapponesi superstiti si dispersero nell'interno di Palawan, isola estesa per una lunghezza di 270 chilometri da nord-ovest a sud-est e larga circa 20 chilometri nel punto più ampio, dal terreno accidentato e privo di strade. Gli scontri si ridussero a occasionali schermaglie: gli statunitensi organizzarono pattugliamenti congiunti insieme ai guerriglieri filippini per dare la caccia agli ultimi dispersi giapponesi, con questi ultimi che tentavano di evitare il contatto e accettavano il combattimento solo quando messi alle strette.
Gli statunitensi organizzarono una serie di sbarchi su piccola scala per ispezionare le isole minori attorno a Palawan, alcune delle quali furono trovate presidiate da piccoli contingenti giapponesi mentre altre erano completamente libere dal nemico. Il 9 marzo le forze statunitensi sbarcarono incontrastate nell'isola di Dumaran, al largo della costa nord-orientale di Palawan, mentre tra il 9 e il 17 aprile liberarono le isole di Busuanga e Coron, a nord di Palawan, eliminando un piccolo distaccamento giapponese qui insediato; le isole di Balabac e Pandanan, a sud di Palawan, furono liberate tra il 12 e il 21 aprile. Dopo il 21 aprile il grosso del 186th RCT, salvo un battaglione, venne ritirato da Palawan per essere inviato a Mindanao, ponendo fine alle operazioni di combattimento sull'isola; in totale, le forze statunitensi riportarono 10 morti e 45 feriti negli scontri su Palawan. Le perdite giapponesi ammontarono a 890 soldati uccisi in combattimento o trovati morti di stenti e malattie, oltre a 20 uomini fatti prigionieri.

## Conseguenze
Mentre il 186th RCT rastrellava l'interno di Palawan e le isole vicine, i genieri avevano lavorato alacremente per ampliare la base aerea di Puerto Princesa e allungarne le piste in modo che potessero ospitare i bombardieri statunitensi. Prevista inizialmente per il 5 marzo, l'apertura della base alle operazioni aeree statunitensi avvenne invece il 20 marzo a causa di vari problemi riscontrati con il terreno della zona. La base di Puerto Princesa non fu quindi in grado di supportare la successiva mossa statunitense nelle Filippine meridionali, ovvero lo sbarco il 9 marzo degli altri due reggimenti della 41st Infantry Division a Zamboanga sulla punta occidentale di Mindanao; aerei decollati da Palawan appoggiarono tuttavia, nei mesi seguenti, le operazioni statunitensi per la liberazione del resto di Mindanao, come pure la campagna del Borneo lanciata nel maggio 1945. A Puerto Princesa fu inoltre realizzata una base per le motosiluranti della United States Navy, utilizzate in congiunzione ai bombardieri per attaccare le linee di comunicazione navale giapponesi nel Mar Cinese Meridionale.
Dopo la liberazione dell'isola, gli statunitensi poterono rinvenire le tracce di un grave massacro perpetrato dai giapponesi nel dicembre 1944. Un gruppo di prigionieri di guerra statunitensi era stato portato a Palawan dai giapponesi nell'agosto 1942 perché lavorasse alla costruzione della base aerea nipponica; 150 di questi prigionieri erano ancora presenti a Palawan quando, il 13 dicembre 1944, il comandante della 2ª Divisione aerea generale Seiichi Terada ordinò alla guarnigione di ucciderli tutti, temendo una possibile prossima invasione statunitense dell'isola. Il 14 dicembre quindi 139 prigionieri inermi finirono massacrati dai soldati giapponesi che appiccarono il fuoco ai rifugi dove erano stati rinchiusi; undici prigionieri riuscirono a fuggire attraverso il difficile terreno dell'isola, venendo soccorsi dai partigiani filippini e quindi evacuati nei giorni seguenti da idrovolanti arrivati da Leyte. Nel dopoguerra dieci soldati giapponesi di basso grado furono processati e condannati a pene comprese tra i due e i 30 anni di reclusione per aver preso parte al massacro o al maltrattamento dei prigionieri statunitensi a Palawan.